# NGC 7211
NGC 7211 est une galaxie lenticulaire située dans la constellation du Verseau. Sa vitesse par rapport au fond diffus cosmologique est de 7 896 ± 24 km/s, ce qui correspond à une distance de Hubble de 116,5 ± 8,2 Mpc (∼380 millions d'al). NGC 7211 a été découverte par l'astronome allemand Albert Marth en 1864.
À ce jour, deux mesures non basées sur le décalage vers le rouge (redshift) donnent une distance de 99,550 ± 4,879 Mpc (∼325 millions d'al), ce qui est à l'extérieur des valeurs de la distance de Hubble. Notons que c'est avec la valeur moyenne des mesures indépendantes, lorsqu'elles existent, que la base de données NASA/IPAC calcule le diamètre d'une galaxie et qu'en conséquence le diamètre de NGC 7211 pourrait être d'environ 44,7 kpc (∼146 000 al) si on utilisait la distance de Hubble pour le calculer.